# Альпийский клуб (Великобритания)
Альпи́йский клуб (англ. Alpine Club) — первый в мире клуб альпинистов, который был основан в 1857 году в Лондоне.

## История
22 декабря 1857 года группа британских альпинистов собралась в отеле Эшли (англ. Ashley's Hotel) в Лондоне. Все они имели опыт походов в Альпы и внесли существенный вклад в развитие альпинизма во времена его золотого века (1854–1865). На том собрании было принято решение создать «Альпийский клуб» и избрать Эдварда Кеннеди (англ. Edward Kennedy) исполняющим обязанности председателя клуба. Вскоре первым президентом клуба стал Джон Болл, а Кеннеди – вице-президентом. Потом штаб-квартира клуба переместилась в лондонский отель «Метрополь» (ныне «Коринфия»).
Альпинистам для восхождений требовалась особая верёвка: достаточно прочная и одновременно лёгкая, чтобы верёвку необходимой длины можно было легко переносить. В клубе был образован специальный комитет для испытания образцов верёвки различных производителей и выработки спецификаций на неё. По итогам этих проверок была утверждена «официальная верёвка Альпийского клуба» (англ. The official Alpine Club Rope). Ею стала верёвка производства Джона Бакингема (англ. John Buckingham) из Блумсбери (это коммерческое предприятие существует и сегодня, но под другим наименованием: «Arthur Beale»). Официальная верёвка клуба была изготовлена из трёх прядей манильской пеньки, прошедшей обработку против гниения, и маркировочной нити из красного гаруса.
«Альпийский клуб» действует с тех пор и до настоящего времени. Его члены по-прежнему активно занимаются альпинизмом и горным туризмом в Альпах и по всему миру. Некоторые проявили себя в связанных с горами научных исследованиях, литературном творчестве и другом искусстве.
На протяжении многих лет «Альпийский клуб» характеризовался как лондонский джентльменский клуб; условия членства в нём были не строгие: вступить в клуб мог любой альпинист, покоривший «разумное количество существенных горных пиков».
До 1974 года членами клуба могли быть только мужчины. В 1975 году стали принимать и женщин, а несколько месяцев спустя произошло объединение с «Женским альпийским клубом» (англ. Ladies' Alpine Club), добавившее около 150 новых участниц..
В последней четверти XX века «Альпийский клуб» стал ведущим альпинистским клубом Британии; были установлены чёткие квалификационные требования для членов (как мужчин, так и женщин), а для кандидатов в члены клуба была введена степень «аспиранта». Но по-прежнему новые люди принимаются в клуб только по рекомендации его действительных членов.
Хотя клуб проводит некоторые мероприятия в Великобритании, основная его деятельность связана с альпинизмом в других регионах мира. Отдаётся предпочтение исследовательскому альпинизму, а не технике восхождения/скалолазания. Раньше это даже приводило к разногласиям и разделению; бывшие члены обвиняли клуб в том, что в нём очень мало восхождений и много «прогулок по крутым склонам». Они создали другие клубы, где больше внимания уделяется технике, такие как «Альпийская скалолазная группа» (англ. Alpine Climbing Group (ACG)), основанная в 1952 году.
Клуб издал набор путеводителей по наиболее популярным горным маршрутам в Альпах, собрал большую коллекцию книг, фотографий и исторических артефактов, которые регулярно выставляются.
Джордж Бэнд (англ. George Band) написал книгу об истории «Альпийского клуба»: «Summit: 150 Years of the Alpine Club» (Вершина: 150 лет Альпийском клубу). А художники – члены клуба – издали свои работы в сборнике «The Artists of the Alpine Club» под общей редакцией Питера Маллальеу (Peter Mallalieu). Деятельность членов клуба также освещается в ежегодно издаваемом «Альпийском журнале» (англ. Alpine Journal).
Годовые членские взносы клуба в настоящее время составляют от 30 до 50 фунтов стерлингов, в зависимости от возраста и степени членства, вступительные взносы отсутствуют.

## Местоположения
За свою длительную историю британский «Альпийский клуб» не раз менял местоположение своей штаб-квартиры.
Поначалу он располагался в Лондоне в районе Трафальгарской площади, в доме №8 по улице Святого Мартина (8 St Martin's Place), где снял несколько комнат в 1858 году. В 1895 году клуб переехал на Савил-Роу, дом 23. Там в июне 1907 г. шотландский художник Шолто Дуглас (англ. Sholto Douglas) проводил выставку своих портретов в клубе.
С 1937 по 1990 год клуб находился по адресу Сауз Аудли Стрит (South Audley Street), 74, в лондонском квартале Мейфэр. Там в 1936–37 годах геодезическая фирма «Pilditch, Chadwick and Company» устроила на первом этаже здания подходящее помещение для клуба. Библиотека клуба располагалась в задней части того здания, и в ней однажды прошла выставка картин из коллекции Уильяма Куилтера (англ. William Quilter).
В 1990 г. клуб продал права аренды тех помещений, и переехал на площадь Итон (англ. Eaton Square), 118, где располагался совместно с «Лыжным клубом Великобритании» (англ. Ski Club of Great Britain).
С 1991 года и по сей день «Альпийский клуб» располагается в пятиэтажном викторианском складском здании на Шарлот Роад (Charlotte Road), 55, которым владеет на праве постоянно собственности (фригольда). Лекционный зал, комнаты отдыха, библиотека и архивы клуба находятся там же.